# Château de Mercenasco
Le château de Mercenasco (en italien : Castello di Mercenasco) est un château situé dans la commune de Mercenasco près d'Ivrée au Piémont, en Italie.

## Histoire

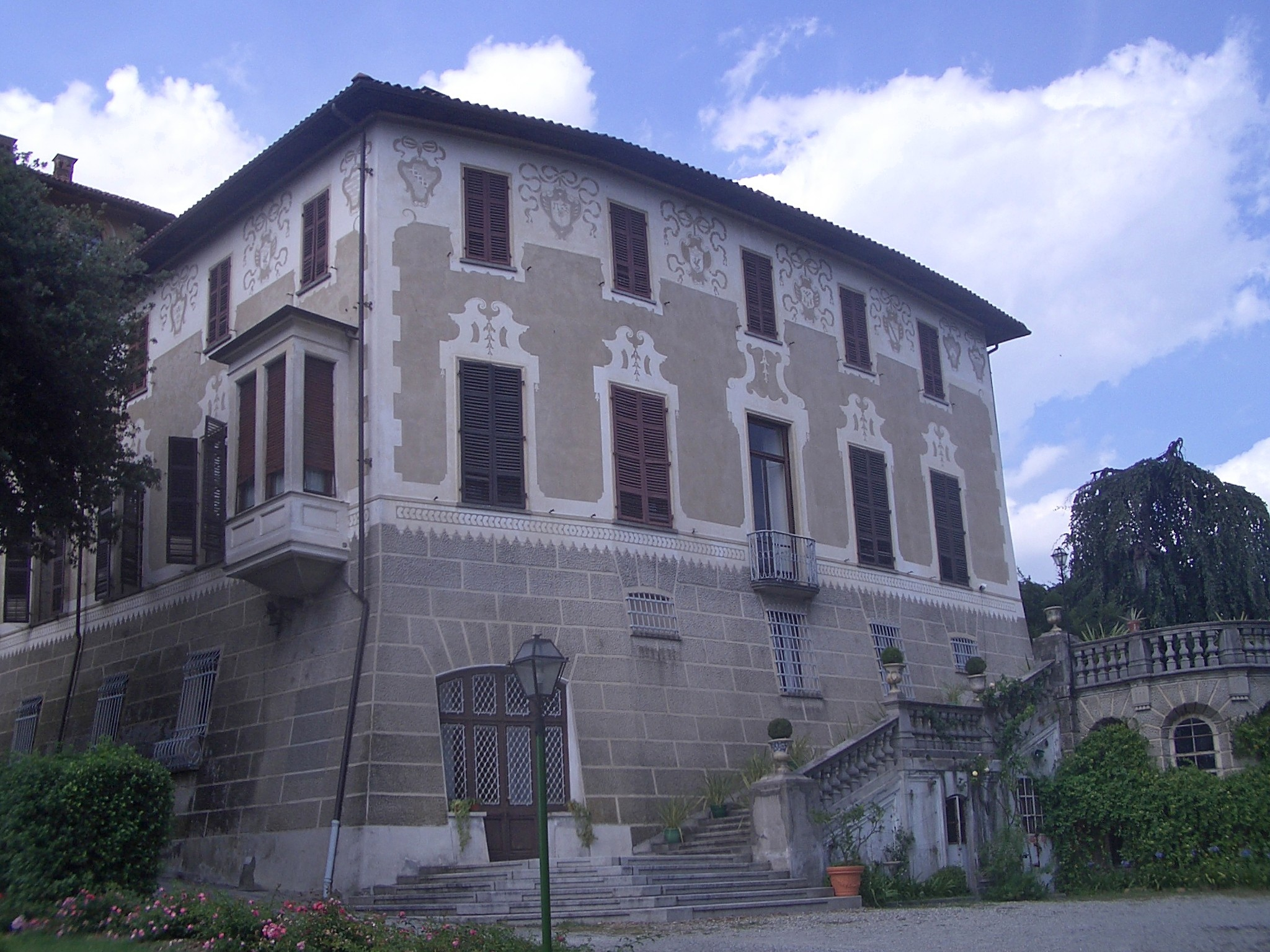
Vue du château

Le premier témoignage de l’existence du château, probablement lié à un ricetto, remonte à 1142, lorsque Guglielmo Borgio de Mercenasco prête serment de fidélité à la ville de Verceil. À partir de 1280, le fief passe sous la coseigneurie des Valperga. Au cours du XIVe siècle, dans le contexte des conflits entre les Savoie et les Montferrat, le château est incendié et pillé. Avec le traité de Cherasco de 1631, le fief passe définitivement sous le contrôle de la maison de Savoie, qui, en 1646, le cède à Gaspare Graneris de la Roche, président et général des finances. 
Gravement endommagé lors des invasions napoléoniennes, le château est acquis au XIXe siècle par le comte Alessandro Compans de Brichanteau, qui lance un ambitieux projet de restauration, achevé par son fils Carlo en 1925. L'architecte Chevalley transforme la forteresse en une résidence seigneuriale, redessinant sa structure en fer à cheval, élevant la tour et embellissant les façades avec d'élégantes décorations héraldiques,. En 1967, la propriété est achetée par les comtes Benso d’Arese de Villamirana.